# Wunderburg (Marloffstein)

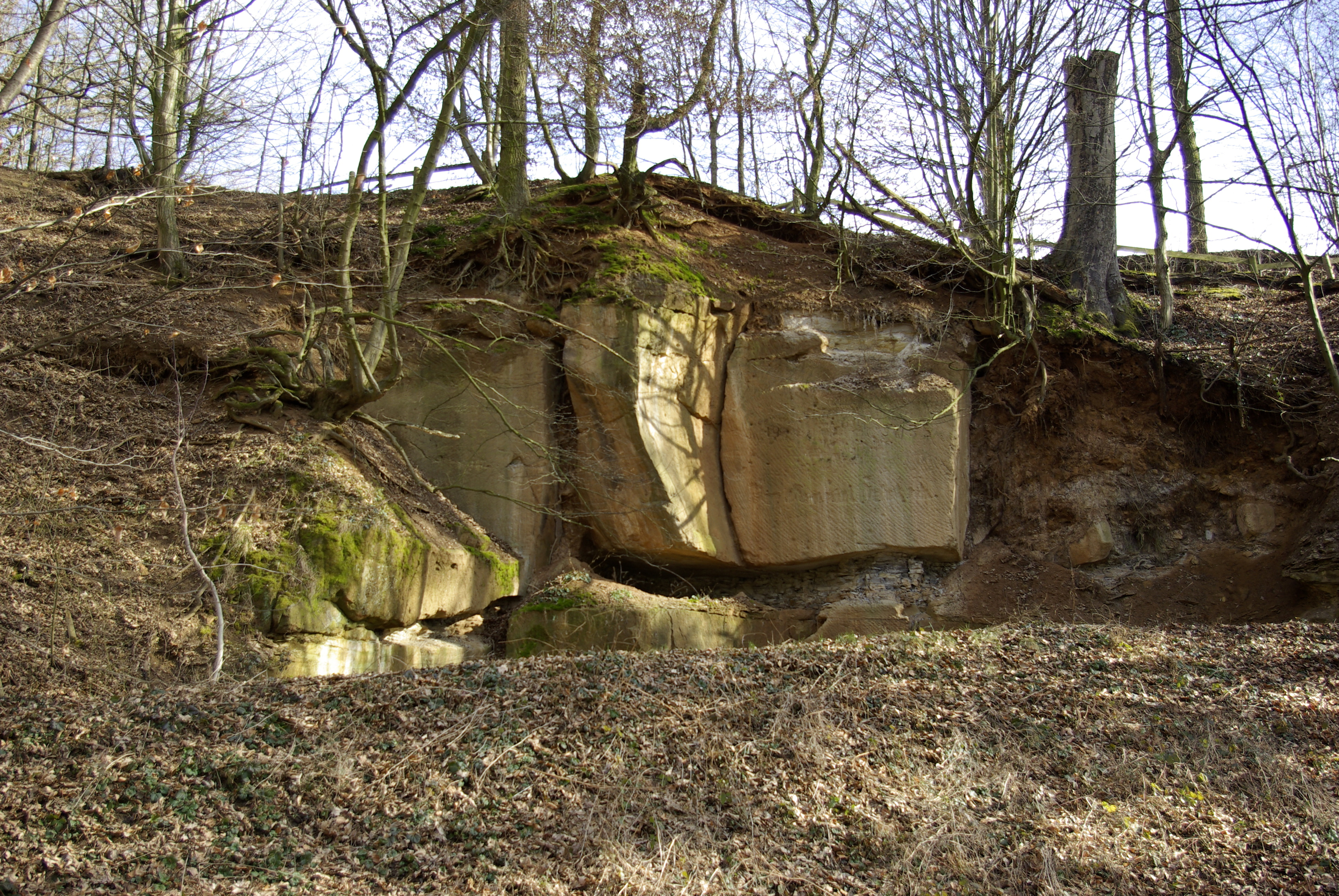
Aufschluss bei Wunderburg

Wunderburg (fränkisch: Wunnaburch) ist ein Gemeindeteil der Gemeinde Marloffstein in der Verwaltungsgemeinschaft Uttenreuth im Landkreis Erlangen-Höchstadt (Mittelfranken, Bayern). Wunderburg liegt in der Gemarkung Marloffstein. Wunderburg ist ein Aussiedlerhof, heute als Pferdehof mit großen Weideflächen.

## Lage
Die Einöde liegt etwas abseits der Kreisstraße ERH 7, die nach Marloffstein zur Staatsstraße 2242 (0,3 km westlich) bzw. nach Uttenreuth zur Staatsstraße 2240 führt (2,5 km südöstlich). Der Ort ist unmittelbar von Acker- und Grünland umgeben. Etwa 0,5 km südlich befindet sich das Kupfergrabenholz, 1 km südöstlich liegt das Grünholz.

## Geschichte
Der Ort wurde 1420 als „Wunderpurg“ erstmals urkundlich erwähnt. Das Bestimmungswort des Ortsnamens ist wahrscheinlich wunne, wund(e) (mhd. für Wonne und im übertragenen Sinne Weideplatz). Lehnsherren waren die Schenk von Stauffenberg. Zu dieser Zeit hatten die Herren von Streitberg den Hof als Mannlehen. 1484 verkauften sie das Mannlehen an die Familie Linck, das 1501 durch Erbfolge an Alexius Haller gelangte. 1516 brannte das Anwesen ab. 1545 erwarb Sigmund Pfinzing für 100 fl. die Hallerschen Ansprüche und errichtete bald darauf einen neuen Herrensitz. Das Mannlehen erbten seine Schwiegersöhne Endres Schmidmayer und Jakob Welser. Es wurde in der Folgezeit ein Brauhaus errichtet. Das Hoch- und Niedergericht wurde vom brandenburg-bayreuthischen Oberamt Baiersdorf ausgeübt. 1714 gab es neben dem Herrensitz noch zwei Häuser. Das Hochgericht wurde vom bambergischen Centamt Neunkirchen strittig gemacht. 1781 kaufte der bayreuthische Kommerzienrat Christian Salomon Pauli zu Erlangen das Schloss samt Zugehörungen von den Herren von Stauffenberg. 1811 bestand der Ort aus einem Schloss, einem Bauernhaus, einen Stall, zwei Scheunen und einer Hofreite. Dazu gehörten 22 Morgen (etwa 6 Hektar) Felder und 6 Tagewerk (etwa 2 Hektar) Wiesen. Es war zu dieser Zeit in Besitz des Nürnberger Kaufmanns Johann Peter Schmitt. 1837 kam es zu einem Lehenumwandlungsvertrag zwischen den Schenken von Stauffenberg und dem Kaufmann Jakob Friedrich Kollmar. Seitdem war es ein Freieigen der Besitzer.
Von 1797 bis 1810 unterstand der Ort dem Justiz- und Kammeramt Erlangen. Im Rahmen des Gemeindeedikts (frühes 19. Jahrhundert) wurde Wunderburg dem Steuerdistrikt und der Ruralgemeinde Uttenreuth zugeordnet. Nach 1840, jedoch vor 1861 erfolgte die Umgemeindung nach Marloffstein.

### Baudenkmäler
- Haus Nr. 1: Gutshof Wunderburg
- Feldaltar

### Einwohnerentwicklung
| Jahr      | 001818 | 001840 | 001861 | 001871 | 001885 | 001900 | 001925 | 001950 | 001961 | 001970 | 001987 |
| Einwohner | 16     | 7      | 7      | 9      | 11     | 11     | 5      | 21     | 18     | 6      | 3      |
| Häuser    | 4      | 2      |        |        | 1      | 1      | 1      | 3      | 1      |        | 1      |
| Quelle    | [ 7 ]  | [ 10 ] | [ 11 ] | [ 12 ] | [ 13 ] | [ 14 ] | [ 15 ] | [ 16 ] | [ 17 ] | [ 18 ] | [ 1 ]  |

## Religion
Die Katholiken sind nach St. Peter und Paul (Langensendelbach) gepfarrt, die Lutheraner nach St. Matthäus (Uttenreuth).